# Geo-engineering
Geo-engineering is het opzettelijk grootschalig ingrijpen in de natuurlijke systemen van de aarde, met als doel klimaatverandering, en meer specifiek de opwarming van de aarde tegen te gaan.  Dit wordt ook wel klimaatengineering genoemd, omdat deze term duidelijker maakt dat de bedoelde technologieën ingrijpen in het klimaatsysteem. Het betreft ingrijpende maatregelen die direct effect hebben op grootschalige systemen.

## Methodes

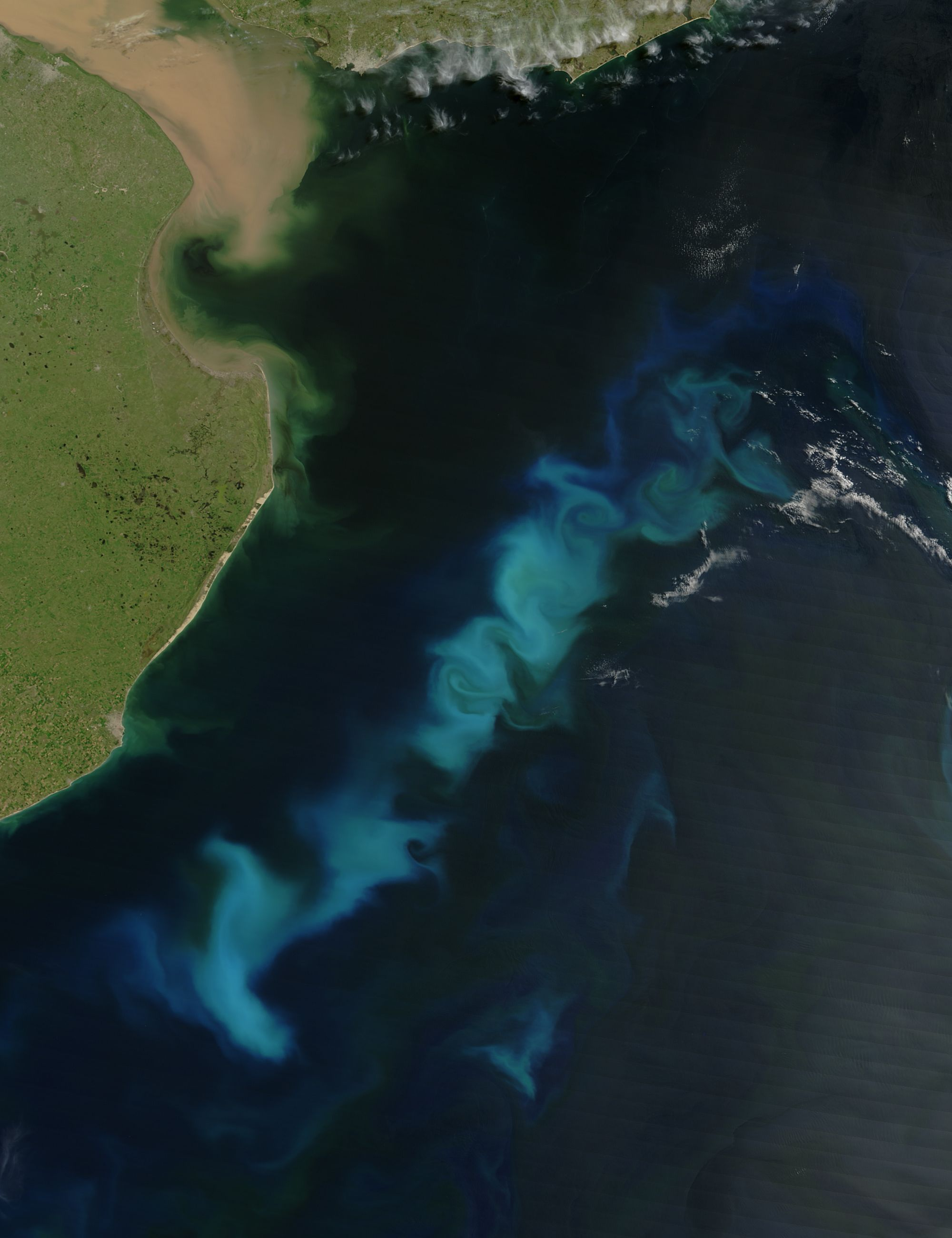
Een bloei van phytoplankton voor de kust van Argentinië. Deze zou versterkt kunnen worden door bemesting met ijzer zodat meer CO_{2} omgezet wordt in biomassa. Dit is een vorm van geo-engineering.

Klimaatengineering is een paraplubegrip voor uiteenlopende technologieën. Die technologieën zijn in twee clusters te verdelen, namelijk het beheer van zonnestraling (Solar Radiation Management -SRM) en de verwijdering van CO2 uit de lucht (Carbon Dioxide Removal -CDR).

### Zonnestralingsbeheer
- Zonlicht weren voordat het de atmosfeer binnenkomt, bijvoorbeeld door ruimteschilden.
- De injectie van aerosolen zoals zwavel in de stratosfeer.
- Het plaatsen van spiegels in de woestijn om het zonlicht terug te kaatsen.
- Het verspreiden van condensatiekernen boven zee om wolkvorming te stimuleren en zo het weerkaatsingsvermogen te verhogen.

### Verwijdering van CO2uit de lucht
- IJzerbemesting van oceanen om de groei van plankton te stimuleren en daarmee de opname van koolstofdioxide.
- Het uit de buitenlucht filteren en opslaan van CO2, ook wel Direct Air Capture (DAC) genoemd.
- CO2-afvang en -opslag (CCS, carbon capture and storage), het afvangen en opslaan van kooldioxidegas dat vrijkomt bij de verbranding van (fossiele) brandstoffen.
- BECCS, bio-energie gecombineerd met CO2-afvang en -opslag.
- Het massaal verbouwen van zeewier op 9% van de oceaanoppervlak.[2]
- Het onderploegen van biochar,[2] een moderne vorm van terra preta, een uiterst vruchtbare grondsoort.
- Het verspreiden van olivijn, een eilandsilicaat.[2]

## Ethische en politieke aspecten
De mogelijkheid van toekomstige toepassing van klimaatengineering is zeer omstreden, omdat het grootschalige en risicovolle ingrepen in het ecosysteem van de aarde betreft, met behulp van onbewezen technologieën, en onbekend effect. Klimaatengineering roept daarom niet alleen natuurwetenschappelijke vragen op, maar vraagt ook om ethische en juridische reflectie, en om een verkenning van politiek-bestuurlijke opties.
Vanuit de vrees dat de politiek niet in staat is om de opwarming van de aarde met bestaande middelen in goede banen te leiden, stellen sommige klimaatwetenschappers klimaatengineering neer als een noodmaatregel die we achter de hand moeten hebben voor het geval dat mitigatie faalt en we geconfronteerd worden met de eventuele grootschalige gevolgen van een extreem klimaatscenario. Klimaatengineering is plan B: een middel om achter de hand te houden voor het geval dat de opwarming van de aarde tot zulke ernstige gevolgen leidt dat ingrijpen noodzakelijk is. De redenering dat we maar beter kunnen weten waar we mee bezig zijn als dat moment zich voordoet, rechtvaardigt volgens deze wetenschappers technologisch onderzoek.
Ook stelt zich in klimaatzaken het dilemma van de collectieve actie: maatregelen ten voordele van het klimaat, een commons, komen iedereen ten goede, terwijl niet iedereen er in gelijke mate toe bijdraagt. 

### Regulering
Wetenschappers, politici en activisten wijzen op de nood aan regulering inzake geo-engineering, vanuit diverse en soms tegenstrijdige overwegingen: 
- er moet rekening gehouden worden met mogelijk schadelijke en geografisch ongelijke neveneffecten

- een klassieke internationale verdragsstructuur en een consensus-benadering zoals in het IPCC zijn wellicht niet opgewassen tegen de snel evoluerende technologische ontwikkelingen[5]

- sommige staten of groepen van staten, en zelfs grote ondernemingen of individuele miljardairs (“Greenfingers”),[6] zouden eenzijdig kunnen optreden,[7]  zeker wanneer een geografisch ongelijk effect wordt beoogd of genegeerd, al is dat volgens anderen een overschat gevaar, omdat eerder samenwerking zou vooropstaan[8]

- grootschalige geo-engineering is momenteel onderworpen aan een de facto moratorium op grond van het Biodiversiteitsverdrag, en geo-engineering op zee is verboden door het Londen Protocol van het Verdrag van Londen. Enkel beperkte wetenschappelijke experimenten vallen niet onder de regeling.[9] Deze internationale afspraken kunnen volgens sommigen ook contra-productief werken, indien ze bijvoorbeeld grootschalige experimenten zouden onmogelijk maken[8]

### Militaire toepassingen
In 1976 tekenden 85 landen de Milieumodificatieconventie (ENMOD). Ondanks het verdrag bestaat echter het risico dat bepaalde technieken van geo-engineering kunnen misbruikt worden, of minstens een militaire toepassing zouden krijgen.

### Internationaal overleg
Voor de jaarlijkse conferentie van het VN-Milieuprogramma in maart 2019 diende Zwitserland een ontwerpresolutie in om tegen augustus 2020 een inschatting te maken van potentiële methodes en een beleidskader inzake geo-engineering. Mogelijk wordt dit een eerste stap naar een internationale regelgeving van de technologieën.

## Onderzoek
In mei 2008 uitte de Amerikaanse klimatoloog Alan Robock grondige twijfels inzake geo-engineering.
Klimaatengineering is sinds 2009 definitief op de internationale onderzoeks- en beleidsagenda komen te staan. In juli 2013 raakte bekend dat de Amerikaanse CIA 630.000 dollar vrijgemaakt heeft voor onderzoek naar geo-engineering.